# Yū Mizushima
Yū Mizushima (水島 裕 Mizushima Yū?) es un seiyū japonés. Nacido con el nombre de Kenji Noda (野田 憲司 Noda Kenji?) el 18 de enero de 1956 en Tokio, Japón. Él es el actor que comúnmente dobla a Sammo Hung, y es la voz japonesa para Wakko.

## Filmografía
- .hack//Intermezzo como Male Heavyblade.
- Black Cat como Doctor (Kanzaki).
- Black Magic M-66 como Leakey.
- Choudenji Machine Voltes V como Kentaro Go/Ragooru.
- Devilman (1987/1990 OAV) como Ryou Asuka.
- Fire Tripper como Shukomaru.
- Fullmetal Alchemist como Hermano de Scar.
- Golion como Kurogane Isamu.
- Guyver: Out of Control como Sho Fukamachi/Guyver.
- Hana no Ko Lunlun como Serge Flora (Selge).
- Jūken Sentai Gekiranger como Elehung Kambou.
- Kaiketsu Zorori como Goburu.
- Kindaichi Shounen no Jikenbo como Sudou (ep 100).
- L/R: Licensed by Royalty como Rocky.
- Legend of the Galactic Heroes como Neithardt Müller.
- Madlax como Luciano.
- Mahou no Tenshi Creamy Mami como Toshio Ohtomo.
- Mahou no Yousei Persia como Riki Muroi.
- Naruto como Mondai (ep 161).
- Neo Tokyo como Tsutomo Sugioka.
- Obake no Q-Taro como Shinichi.
- Requiem from the Darkness como Gunhachirou (Hermano de Momosuke).
- Six God Combination Godmars como Mars/Takeru Myoujin.
- Saint Seiya como Misty de Lagarto, Syd de Mizar y Bud de Alcor.
- Saint Seiya Ω como Subaru de Caballo Menor.
- Space Battleship Yamato como Jiro Shima.
- Spirit Warrior como Tenshu.
- Submarine Super 99 como Gorô Oki.
- Super Mario Brothers: Peach-hime Kyuushutsu Daisakusen como Luigi.
- Superhuman Combat Team Baratack como Mac (debut).
- Tekken Chinmi como Raochu.
- The Rose of Versailles: I'll Love You As Long As I Live como Andre.
- Tokimeki Tonight como Shun.
- Tsubasa Chronicle como Clow Reed Sakura.
- Ulysses 31 como Telemachos.
- Yu-Gi-Oh! Duel Monsters como Bobasa (Part 7: The Pharaoh's Memory); Light Mask (ep 70-74); Rare Hunter (ep 68).